# صمامات هيستر اللولبية
هي طيات أو صمامات موجودة في الغشاء المخاطي بجانب القناة المرارية، القناة المرارية متصلة بالمرارة إلى القناة الصفراوية المشتركة. وهي تكون مدعومة بألياف عضلية ملساء.
هنالك بعض الشكوك حول وظيفة هذه الطيات هي المساعدة على مرور العصارة الصفراوية من المرارة وكذلك تنظيم درجة انتفاخ المرارة.
وجود الطيات متحدة مع تعرج القناة المرارية، يجعل من الصعب إدخال المنظار الطبي وقسطرة القناة المرارية.
أيضا من الصعوبات التي يواجهها الجراحين تعرض هذه الطيات أو الصمامات للتمزق بشكل كبير، وبفضل التقنيات الحديثة، أصبح هذا الإجراء ممكناً في الوقت الحاضر.
ويشار إلى أن هذه الصمامات سميت بهذا الاسم من قبل الجراح الألماني لورينز هيستر (1683- 1758)

## قراءات اضافية
- Turner، Mary Ann؛ Fulcher، Ann S. (2001). "The Cystic Duct: Normal Anatomy and Disease Processes". RadioGraphics. ج. 21 ع. 1: 3–22, questionnaire 288–94. DOI:10.1148/radiographics.21.1.g01ja093. PMID:11158640.
- Meilstrup، J W؛ Hopper، K D؛ Thieme، G A (1991). "Imaging of gallbladder variants". American Journal of Roentgenology. ج. 157 ع. 6: 1205–8. DOI:10.2214/ajr.157.6.1950867. PMID:1950867.